# Hyacinthoides
Hyacinthoides é um gênero da família Asparagaceae.

## Espécies

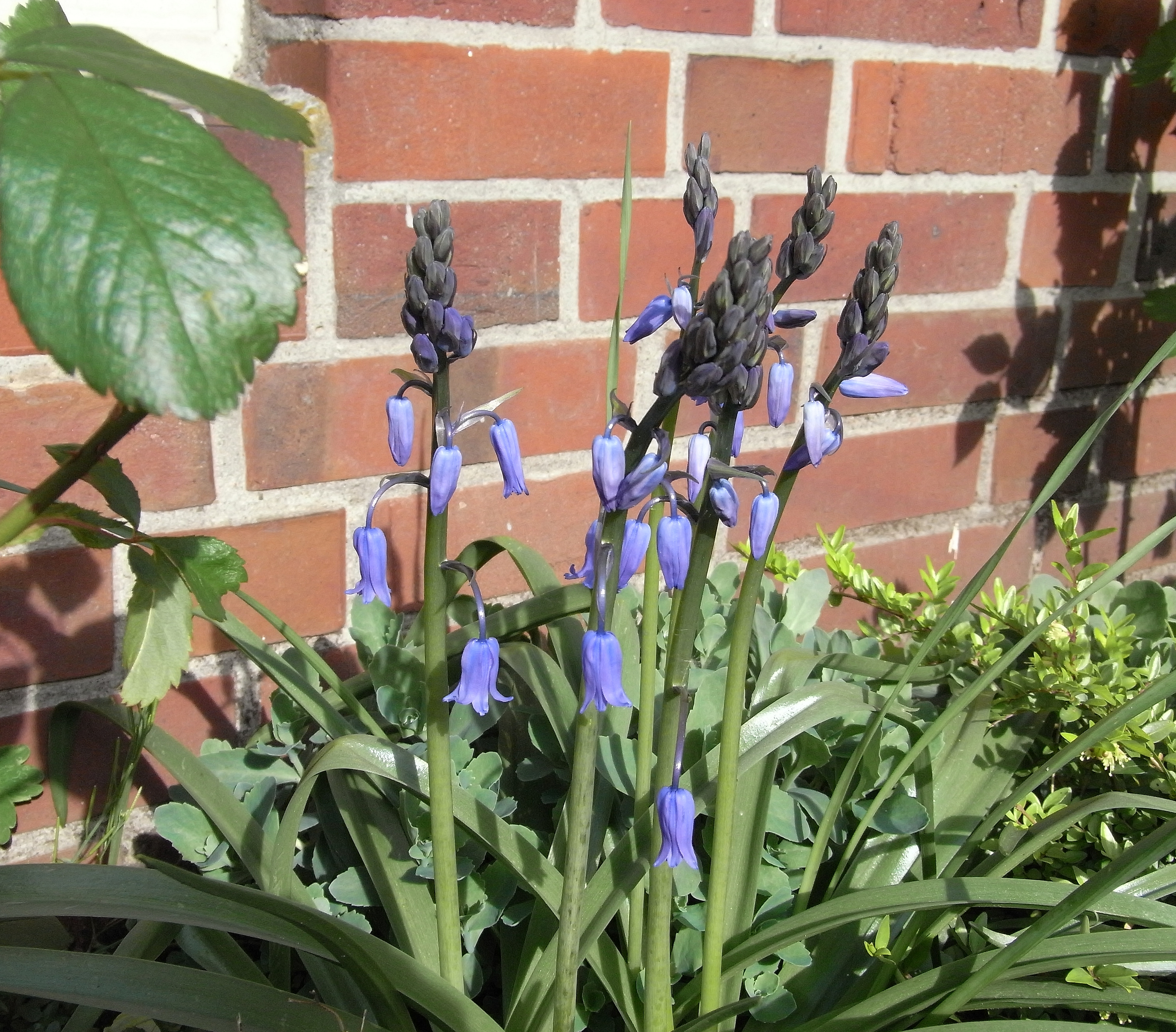
Hyacinthoides

- Hyacinthoides aristidis (Coss.) Rothm.
- Hyacinthoides hispanica (Mill.) Rothm.
- Hyacinthoides italica (L.) Rothm.
- Hyacinthoides lingulata (Poir.) Rothm.
- Hyacinthoides × massartiana Geerinck
- Hyacinthoides mauritanica'' (Schousb.) Speta
- Hyacinthoides non-scripta (L.) Chouard ex Rothm.
- Hyacinthoides paivae S.Ortiz & Rodr.Oubiña
- Hyacinthoides reverchonii (Degen & Hervier) Speta
- Hyacinthoides vicentina subsp. vicentina (Hoffmanns. & Link) Rothm.
- Hyacinthoides vicentina subsp. transtagana Franco & Rocha Afonso